# Semboku série 5000
 (avril 2023).
Si vous disposez d'ouvrages ou d'articles de référence ou si vous connaissez des sites web de qualité traitant du thème abordé ici, merci de compléter l'article en donnant les références utiles à sa vérifiabilité et en les liant à la section « Notes et références ».
La série 5000 Semboku (大阪府都市開発5000系電車, Ōsaka-fu toshikaihatsu 5000-kei densha) est un modèle de train de banlieue en unité multiple exploité par l'opérateur ferroviaire privé Semboku Rapid Railway, sur la ligne Semboku, dans la banlieue sud d'Osaka, au Japon.

## Histoire
Par le passé, la compagnie Osaka Prefectural Urban Development (actuellement Semboku Rapid Railway) avait introduit des véhicules avec une conception basée sur les modèles de la société Nankai Electric Railway. La ligne Semboku étant récente, bâtie durant les années 70,soit bien plus tard que la majorité des lignes au Japon, et apte à 110km/H, cela nécessitait un train différent de conception et prévu en utilisation pour la haute vitesse.
Les rames ont été fabriquées par Kawasaki Heavy Industries et Tokyu Car Corporation (ancien nom de la J-TREC). Les rames ont commencé leur exploitation commerciale en 1990.

## Services assurés
Toutes les rames circulent exclusivement sur la ligne Semboku et sur la ligne Nankai Kōya.
Elles effectuent les services directs entre la gare de Namba et la branche spécifique Semboku.

## Caractéristiques

### Générales

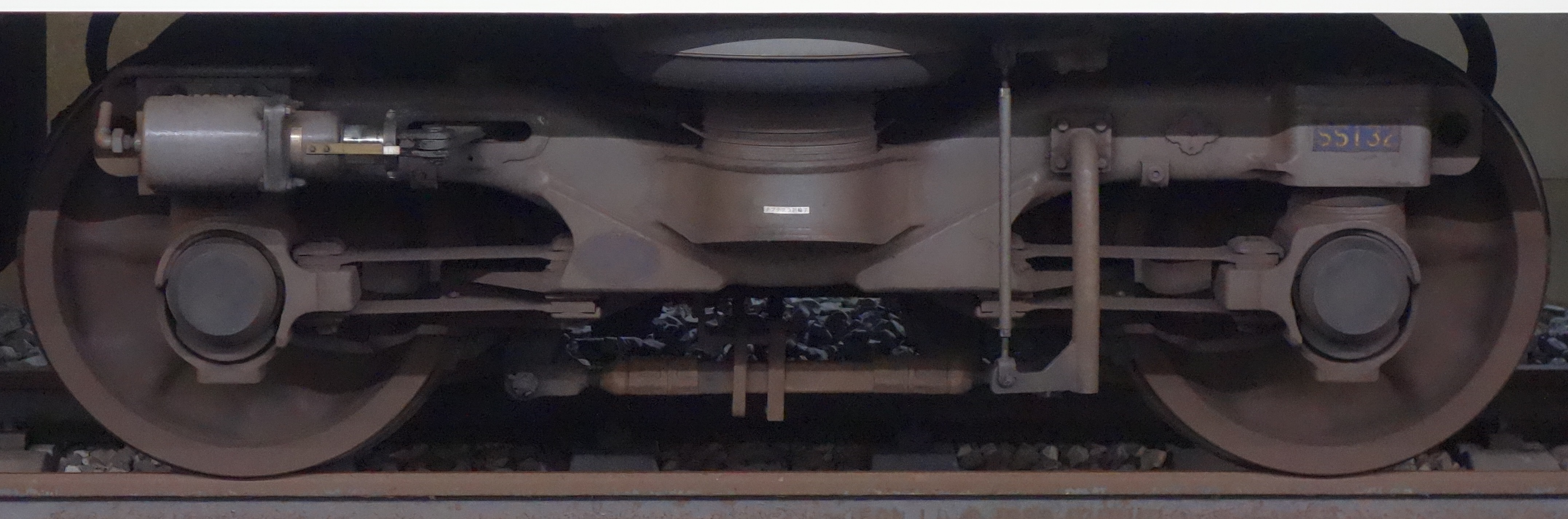
Un Bogie Sumitomo SS132

Lors de sa sortie en 1990 ces trains apportaient des innovations importantes d'un point de vue technique. Pour la première fois, le dispositif de commande a adopté la commande d'inverseur VVVF utilisant des éléments GTO de conception Hitachi , le frein était de type pneumatique à commande électrique et les bogies étaient des bogies sans traversin. La carrosserie est en alliage d'aluminium.
Bien qu'il s'agisse d'un train fixe de huit caisses, les voitures 4 et 5 (type Saha 5600) sont équipées d'un coupleur électrique (et d'un feu rouge de manœuvre) qui peuvent être facilement séparés et fusionnés pour une inspection flexible .

### Extérieures
La livrée est entièrement en blanc, avec la couleur spécifique de la ligne avec deux lignes horizontales à deux nuances de bleu sous la fenêtre et une ligne bleu foncé au-dessus de la fenêtre. le logo «SEMBOKU» a été apposé sur le côté des voitures de tête 

### Intérieures

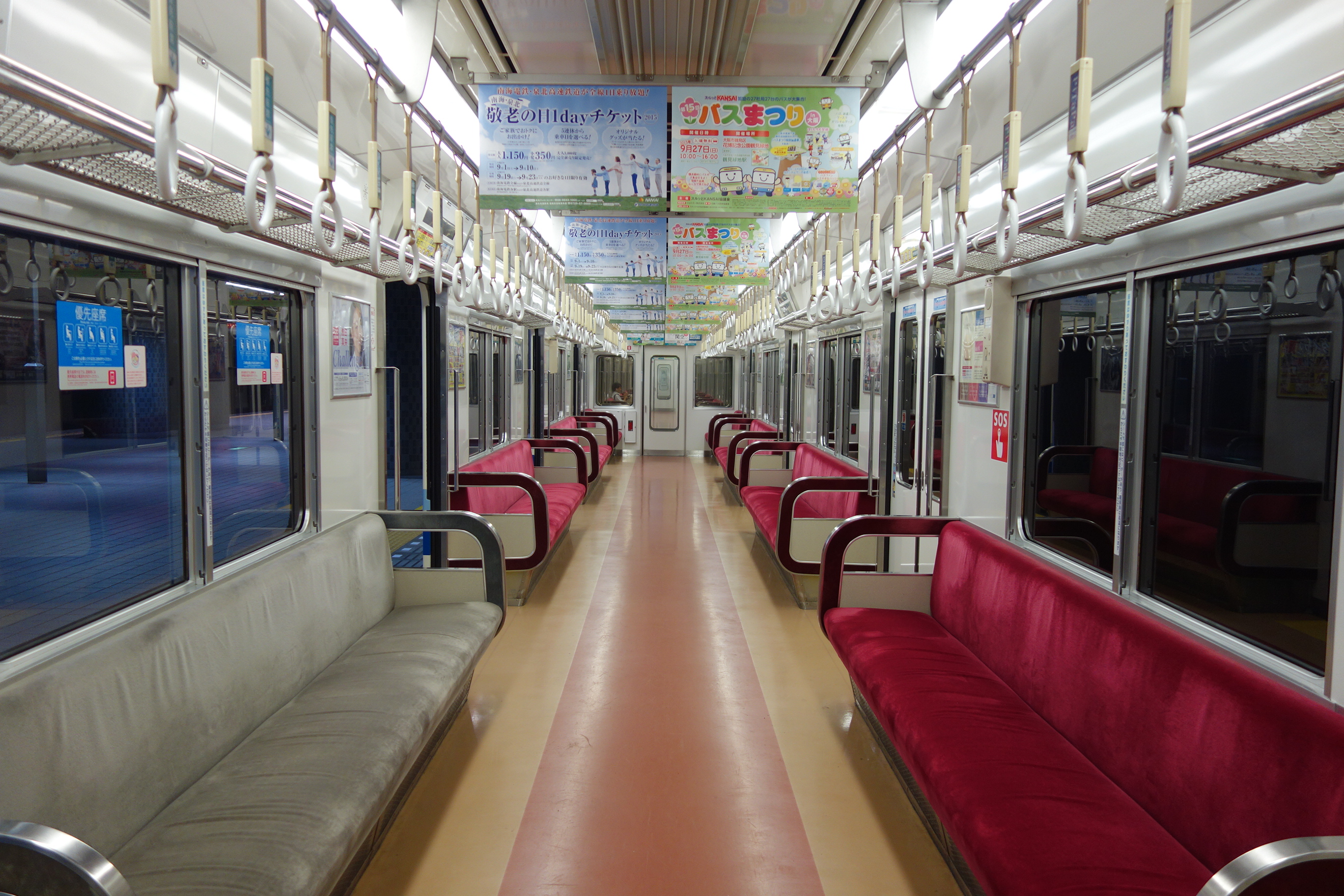
Intérieur d'une rame

L'organisation des places assises est en longitudinal, une référence habituelle au Japon pour les lignes de banlieue. Des emplacements porte-bagages sont présents au dessus des sièges.
Un espace UFR est présent depuis la rénovation dans la voiture de tête. Avant rénovation, des affichages digitaux à pastilles étaient présents au dessus des portes. Ils sont désormais remplacés par des écrans LCD.

## Formations
La série 5000 est constituée de rames de huit voitures. Elle est formée comme suit, avec quatre motrices («M») et quatre voitures à remorques («T»). Les voitures impaires se trouvent du côté de l'extrémité Izumi-Chuo.
| Numéro/Coquille | 1 KuHa5500 （Tc） | 2 MoHa5000 （M1） | 3 Moha5000 （M2）             | 4 SaHa5600 （T）            | 5 Saha5600 （T） | 6 MoHa5100 （M2） | 7 MoHa5000 （M1）             | 8 KuHa5500 （Tc） | livraison       | Remarques                      |
| --------------- | ----------------- | ----------------- | ----------------------------- | --------------------------- | ---------------- | ----------------- | ----------------------------- | ----------------- | --------------- | ------------------------------ |
| 5501F           | 5501              | 5001              | 5101                          | 5601                        | 5602             | 5102              | 5002                          | 5502              | 20 Juillet 1990 |                                |
| 5503F           | 5503              | 5003              | 5103                          | 5603                        | 5604             | 5104              | 5004                          | 5504              | 22 Aout 1992    | Livrée St. Andrew's University |
| 5505F           | 5505              | 5005              | 5105                          | 5605                        | 5606             | 5106              | 5006                          | 5506              | 13 Octobre 1993 |                                |
| 5507F           | 5507              | 5007              | 5107                          | 5607                        | 5608             | 5108              | 5008                          | 5508              | 1er Avril 1995  | Ecrans d'information LED       |
| 5509F           | 5509              | 5009              | 5109                          | 5609                        | 5610             | 5110              | 5010                          | 5510              | 23 Fevrier 1995 | Ecrans d'information LED       |
| Remarques       |                   |                   | voiture légèrement climatisée | Voiture réservée aux femmes |                  |                   | voiture légèrement climatisée |                   |                 |                                |

Information : 
- MoHa ou Moha (モハ) →Motrice sans cabine
- SaHa ou Saha (サハ) →Remorque sans cabine
- KuHa ou Kuha (クハ) →Remorque avec cabine
- KuMoHa ou Kumoha (クモハ) →Motrice avec cabine

## Rénovation
Plus de 20 ans se sont écoulés depuis la fabrication de ce modèle, et depuis, la détérioration des équipements et de l'intérieur est devenue importante, des travaux de rénovation sont menés en 2015. Les détails de la rénovation sont les suivants : les phares avant et les feux arrière ainsi que les voyants lumineux sont remplacés par des LED ; remplacement des portes ; remplacement des indicateurs de destination avant / latéraux par des LED couleur ; un espace pour fauteuils roulant est installé dans la voiture de tête ; changement du système d'information des passagers par un écran LCD qui prend en charge quatre langues ; remplacement des sièges ; remplacement du revêtement de sol ; et mise à jour du système de contrôle (GTO VVVF) a été reportée.

## Galerie de photographies

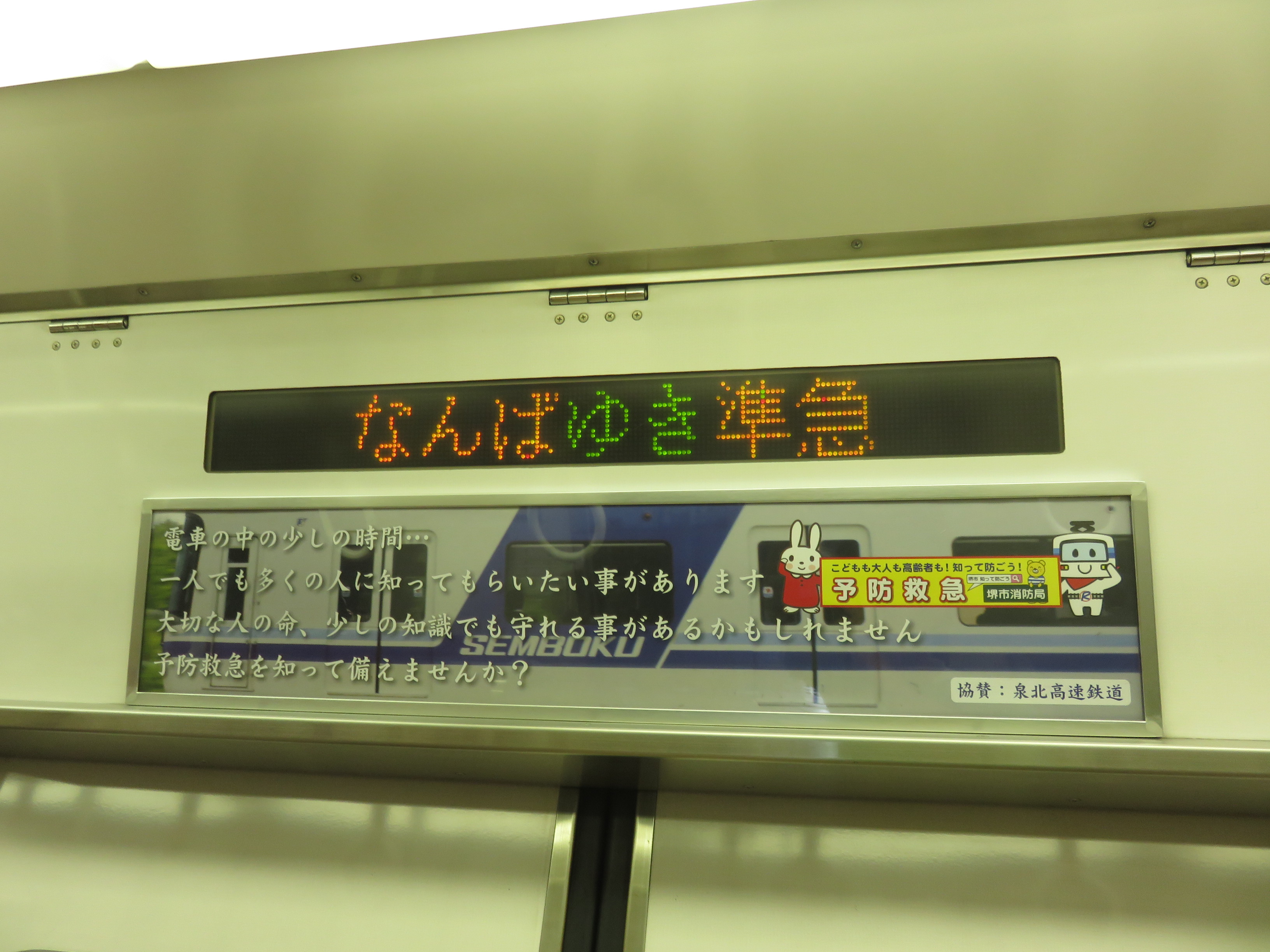
Système d'information d'avant rénovation
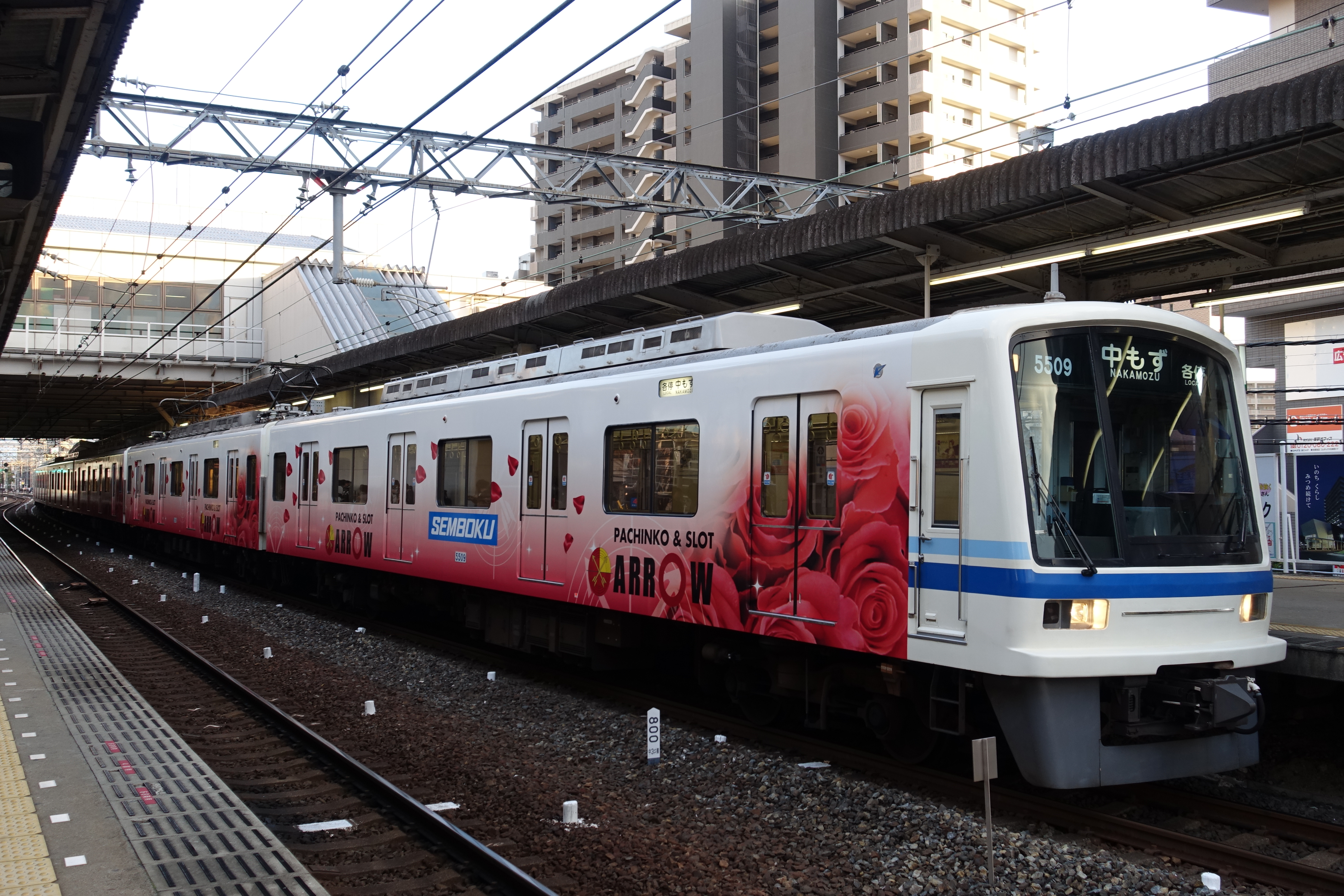
Une rame serie 5000 non rénovée avec livrée spéciale
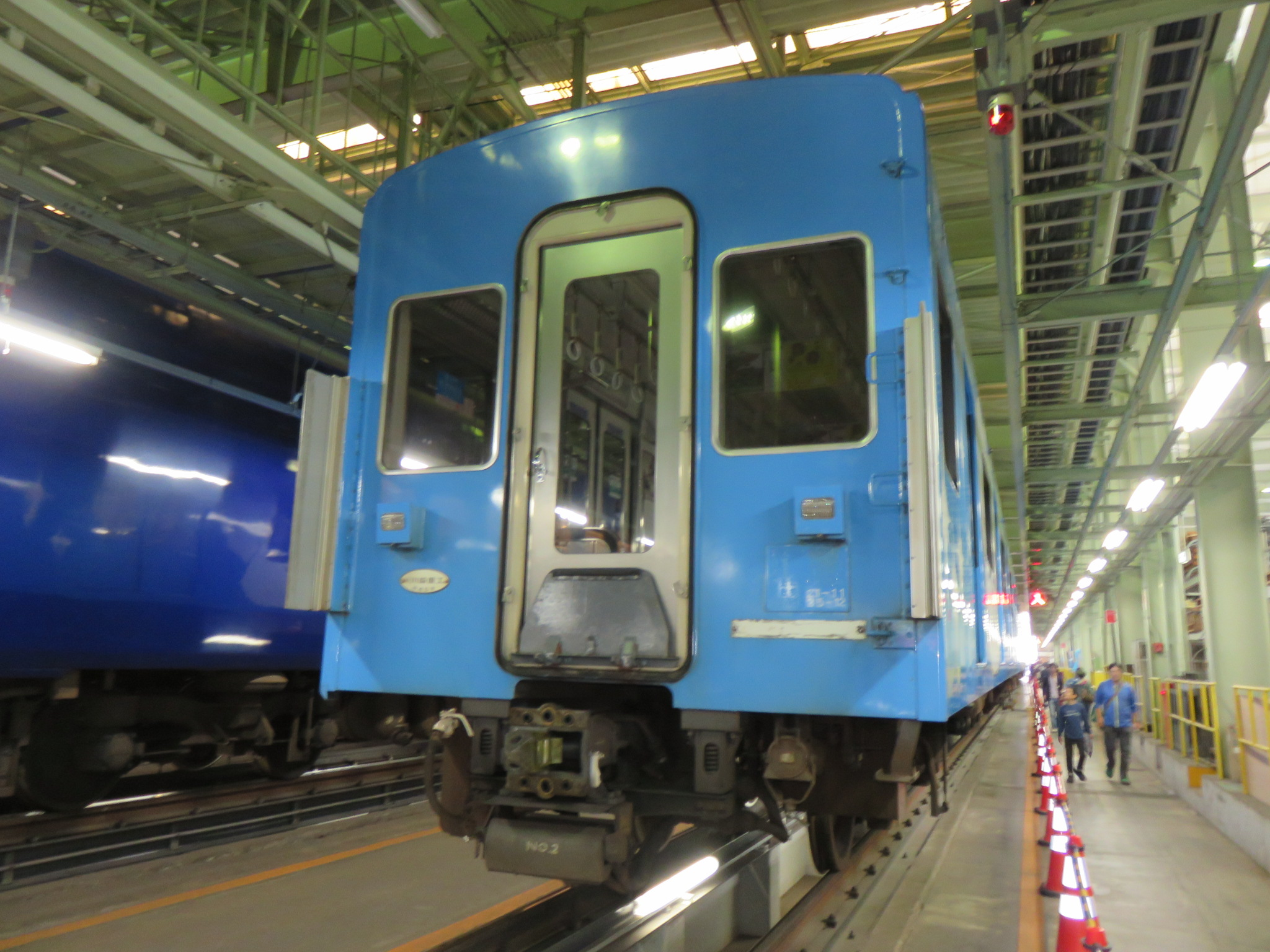
Détail du flanc de la voiture Saha 4 lors d'une inspection
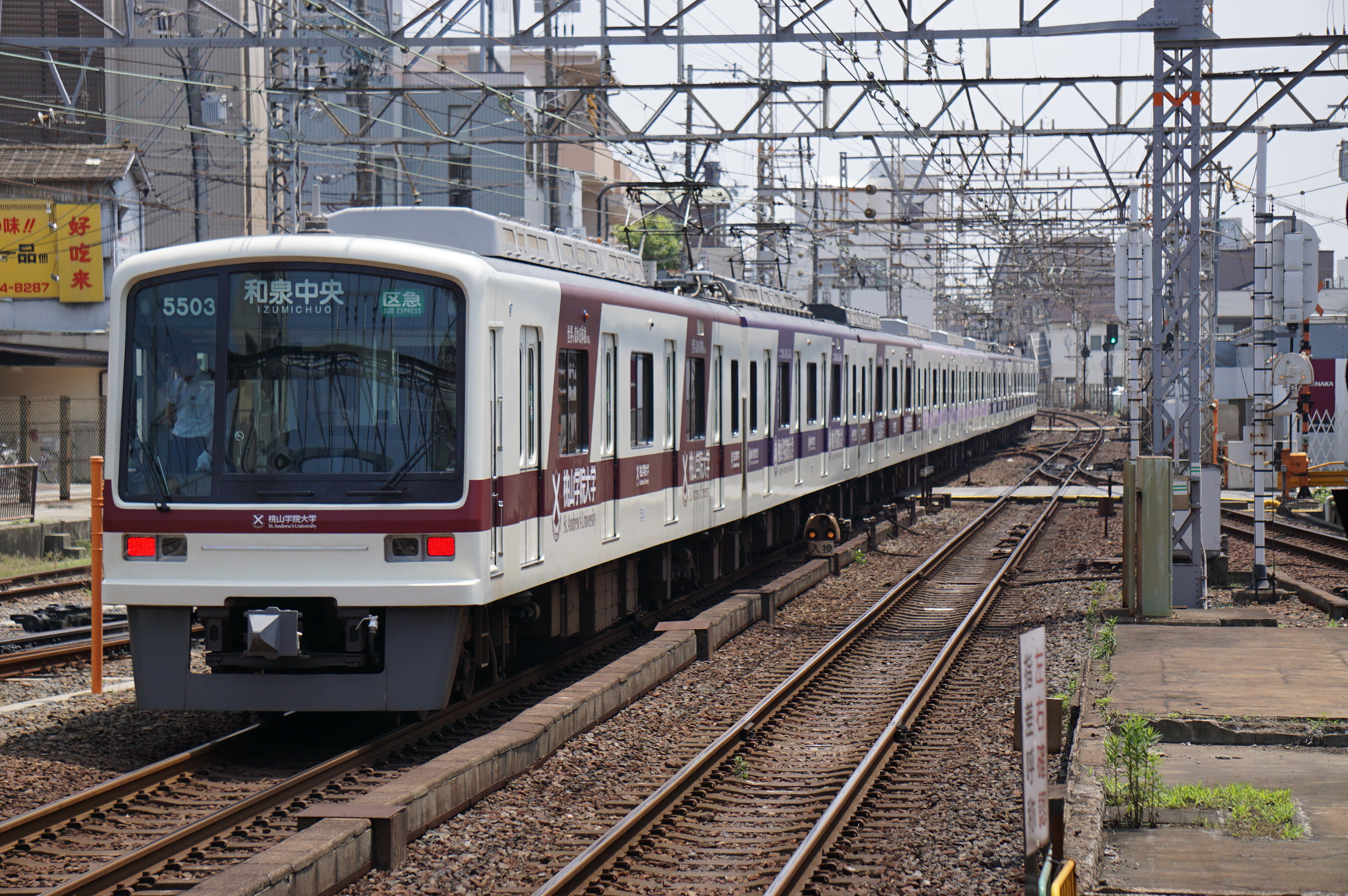
Rame avec la livrée de l'université
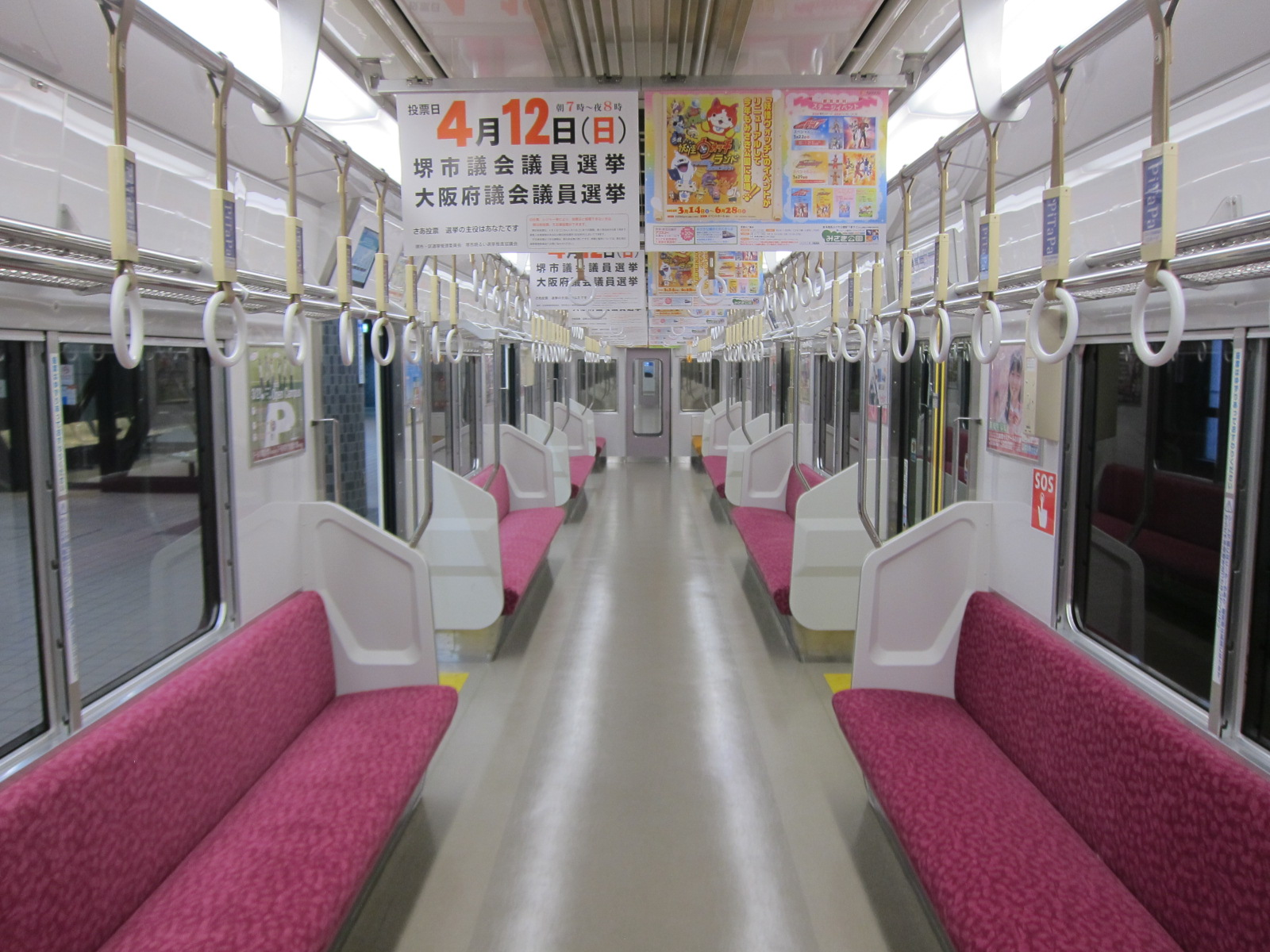
Intérieur rénové
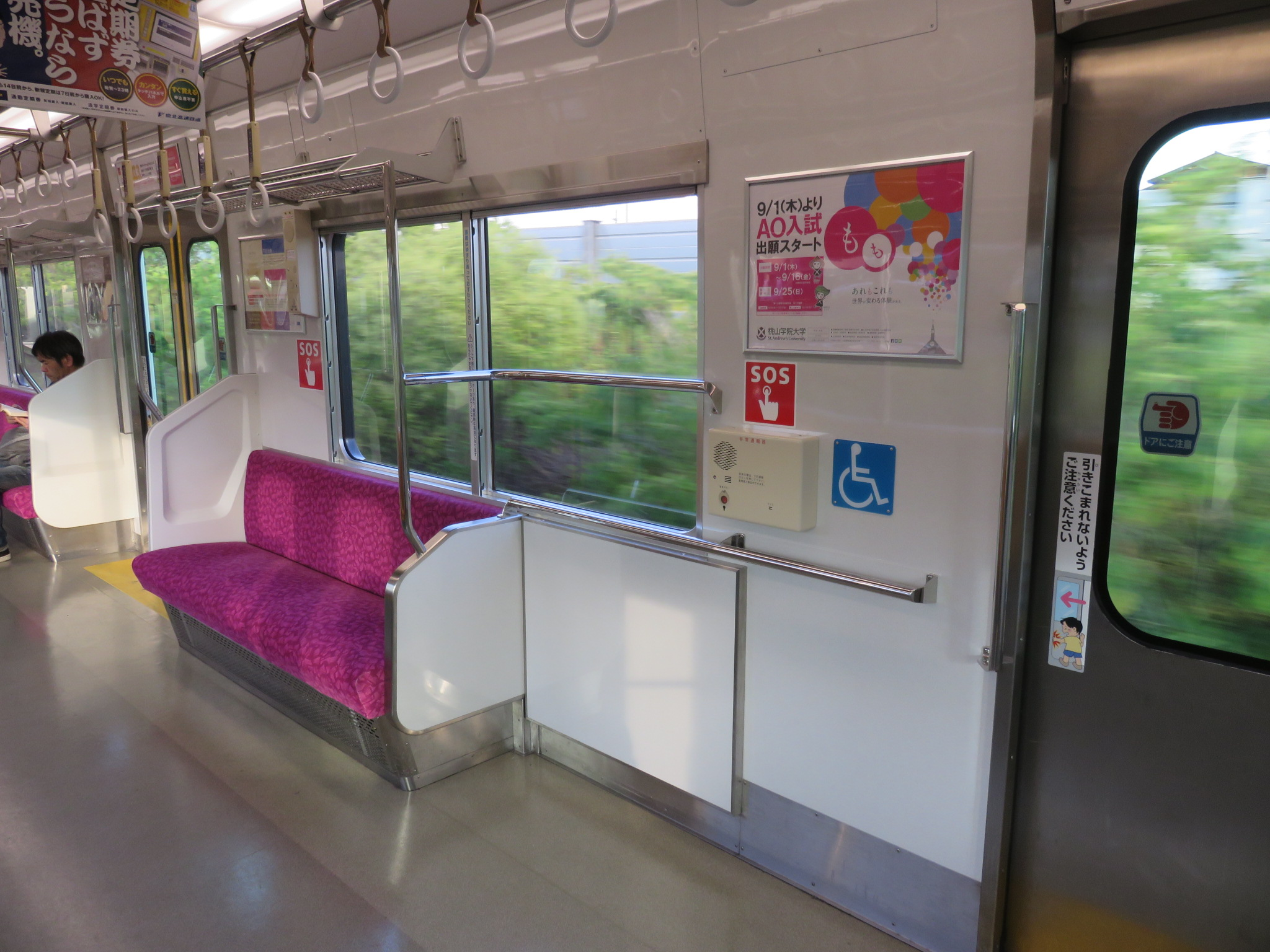
Emplacement UFR
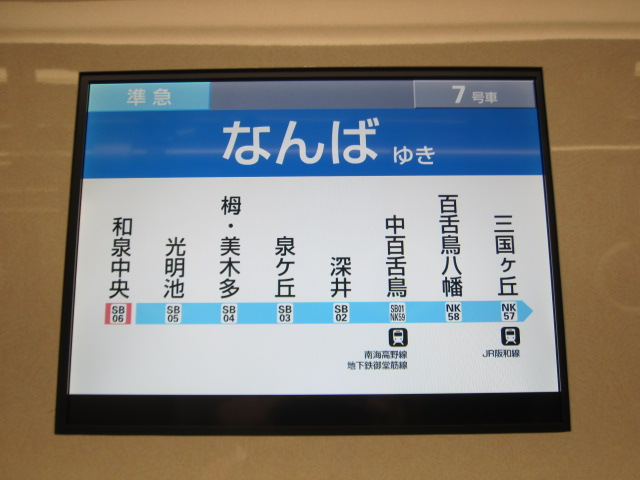
Écran LCD